# Avajan
 Avajan  (en occitano Avanha) es una población y comuna francesa, situada en la región de Mediodía-Pirineos, departamento de Altos Pirineos, en el distrito de Bagnères-de-Bigorre y cantón de Bordères-Louron.

## Demografía
| 43 | 45 | 30 | 52 | 58 | 68 | 75 |
| Para los censos de 1962 a 1999 la población legal corresponde a la población sin duplicidades (Fuente: INSEE [Consultar]) |    |    |    |    |    |    |